# Lasioglossum cinctipes
Lasioglossum cinctipes là một loài Hymenoptera trong họ Halictidae. Loài này được Provancher mô tả khoa học năm 1888.